# Embaixada da Bolívia em Brasília
A Embaixada da Bolívia em Brasília é a principal missão diplomática de Bolívia no Brasil. Está localizada no Setor de Embaixadas Sul. É chefiada atualmente por Wilfredo Rojo Parada, que assumiu depois que a embaixada teve que ser chefiada pelo encarregado de negócios após ele ser o único funcionário que não foi exonerado com as mudanças políticas no governo boliviano em 2019.
Além da embaixada em Brasília, a Bolívia mantém consulados em outras sete cidades brasileiras: Rio de Janeiro (consulado-geral), São Paulo (consulado-geral), Brasiléia, Campo Grande, Corumbá, Cuiabá (consulado-geral) e Guajará-Mirim.
As relações bilaterais do Brasil e Bolívia envolvem iniciativas de cooperação energética, fronteiriça e de combate a ilícitos internacional e articulação em foros regionais e globais. Particularmente quanto à questão energética, ela é essencial à Bolívia, uma vez que é sua principal fonte de renda, ao passo que, para o Brasil, a energia é um insumo. Historicamente, o Brasil é o principal parceiro comercial da Bolívia, sendo o principal destino das exportações bolivianas que são sobretudo gás natural e manufaturados como fio-máquina, polímeros e barras de ferro e aço à produção de bebidas, máquinas e aparelhos de terraplanagem e perfuração.

## Histórico diplomático

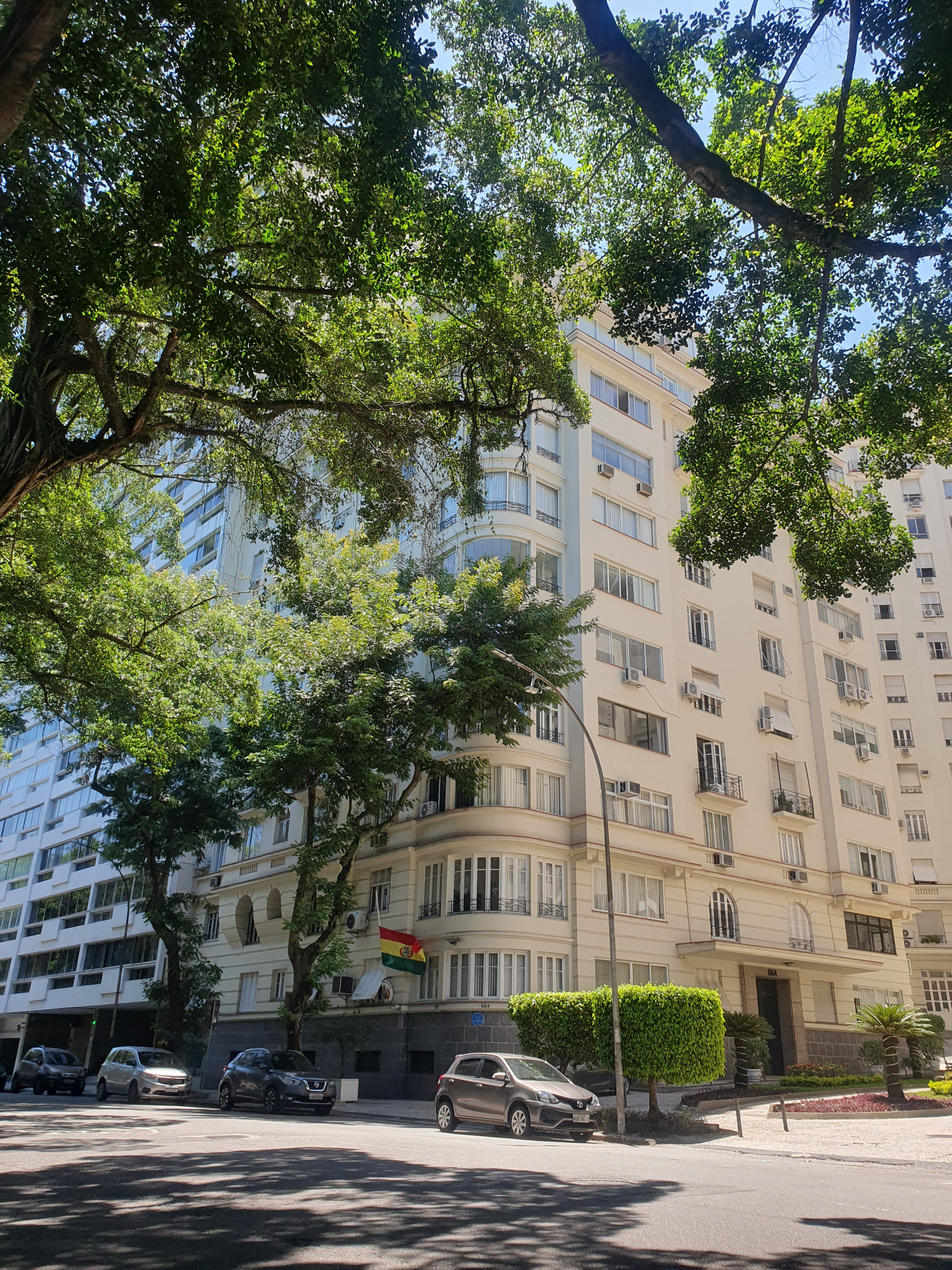
Consulado-Geral da Bolívia no Rio de Janeiro

Em 1867, a Bolívia e o então Império Brasileiro assinaram o Tratado de Aiacucho no qual estabeleceram a linha Madeira-Javari como sua fronteira comum. Em 1872, Chile e Bolívia romperam suas relações diplomáticas, e o Brasil representou a última em Santiago, capital do Chile. Apesar disso, em 1879, quando eclodiu a Guerra do Pacífico entre o Chile e as tropas conjuntas do Peru e Bolívia, o Brasil permaneceu neutro. Em 1899, Luis Gálvez Rodríguez de Arias proclamou a República do Acre, no contexto da Revolução Acriana (1899–1903). Em 1903, Brasil e Bolívia acordam um modus vivendi sobre o Acre, que cessou as hostilidades e permitiu a eles assinar o Tratado de Petrópolis, que cedeu ao Brasil a posse do Acre. Em 1912, foi inaugurada a Estrada de Ferro Madeira-Mamoré, situada no atual estado brasileiro de Rondônia, que se dirige à Bolívia. Em 1958, foram assinados os Acordos de Roboré, com os quais os países firmaram compromissos à cooperação econômica, construção de obras ferroviárias e exploração de petróleo.
Em 1969, foi assinado o Tratado da Bacia do Prata pela Argentina, Bolívia, Brasil, Paraguai e Uruguai. Em 1972, Brasil e Bolívia assinam o Acordo de Cooperação e Complementação Industrial, que estabeleceu a compra pelo Brasil de gás natural boliviano e projetos para o fortalecimento da economia da Bolívia. Em 1973, Brasil e Bolívia concordaram e construir um gasoduto entre Santa Cruz da Sierra, na província boliviana de Andrés Ibáñez, e a refinaria de Paulínia, no estado brasileiro de São Paulo. Em 1984, o presidente João Figueiredo (1979–1985) visitou Santa Cruz naquela que foi a primeira viagem de um presidente brasileiro à Bolívia. Em 1992, foi assinado o acordo à compra de gás natural boliviano através do qual se iniciou a construção de um gasoduto de 3 mil quilômetros de extensão. Em 1996, a Bolívia foi associada à área de livre comércio do Mercado Comum do Sul (MERCOSUL) e assinou uma isenção de impostos à implementação do Gasoduto Bolívia-Brasil, que foi inaugurado em 1999. Em outubro de 2003, o ministro Celso Amorim visitou La Paz à frente da Missão Brasileira de Cooperação. Em 2004, foi assinado o Acordo Brasil-Bolívia de Facilitação para o Ingresso e Trânsito de seus Nacionais em seus territórios. Em julho do mesmo ano, o então presidente brasileiro Luiz Inácio Lula da Silva (2003–2011) visitou Santa Cruz da Serra para assinar o acordo bilateral de perdão da dívida boliviana no valor de US$ 53 milhões. Em agosto de 2005, Celso Amorim visitou La Paz para assinar o acordo sobre regularização migratória. Em janeiro de 2006, o presidente boliviano Evo Morales (2006–2019) visitou o Brasil. Em maio, Celso Amorim revisitou La Paz à criação do grupo de trabalho sobre questões agrárias e migratórias. No mesmo mês, Em dezembro, o ministro das relações exteriores e culto boliviano David Choquehuanca visitou o Brasil.
Em fevereiro de 2007, Evo Morales visitou o Brasil, e em agosto uma nova visita foi feita por David Choquehuanca. Por sua vez, em dezembro, o presidente Luiz Inácio Lula da Silva visitou La Paz, com a Petrobrás anunciando novos investimento na Bolívia e os países firmando acordos de cooperação e financiamento à Bolívia. Em fevereiro de 2008, o vice-presidente Álvaro García Linera e o ministro Carlos Villegas visitaram Brasília. Em março, o governo boliviano convidou o Brasil para participar do chamado "Grupo de Países Amigos da Bolívia", que visa promover a facilitação do diálogo entre governo e oposição. Em abril, Celso Amorim visitou La Paz e Santa Cruz da Serra e manteve contato com Evo Morales, op vice-presidente Álvaro García Linera e David Choquehuanca. Em maio,  visitaram Brasília. Em maio, Celso Amorim e David Choquehuanca se encontraram na véspera da reunião extraordinária da cúpula da União de Nações Sul-Americanas (UNASUL), em Brasília. Em julho, Luiz Inácio Lula da Silva visitou Riberalta, na Amazônia boliviana, para assinatura do protocolo sobre financiamento brasileiro à construção da estrada entre Riberalta e Rurrenabaque. Em setembro, houve uma reunião bilateral entre Evo Morales e Luiz Inácio Lula da Silva, à margem do encontro de Manaus que envolveu Brasil, Bolívia, Venezuela e Equador. Em dezembro, ocorreu nova reunião dos presidentes à margem da Cúpula da América Latina e do Caribe sobre Integração e Desenvolvimento (CALC), em Sauípe.
Em 15 de janeiro de 2009, os presidentes se encontraram na fronteira entre Porto Suarez e Ladário à inauguração de dois trechos do futuro Corredor Interoceânico Brasil-Bolívia-Chile e aprofundamento das discussões sobre infraestrutura regional, narcotráfico e comércio bilateral. Em março, houve uma reunião de alto nível sobre projetos hidroelétricos no rio Madeira, em Brasil. No mesmo mês, David Choquehuanca visitou o Brasil. Em julho, Celso Amorim visitou La Paz por ocasião da comemoração do Bicentenário da Gesta Libertária. E em agosto, os presidentes se encontraram em Vila Tunari para assinar o protocolo sobre o financiamento brasileiro da rodovia São Inácio de Moxos. Em abril de 2010, o assessor especial da presidência, Marco Aurélio Garcia, visitou La Paz. Em 25 de março de 2011, o ministro Antonio de Aguiar Patriota também visitou La Paz. Em 19 de março de 2012, David Choquehuanca visitou Brasília. 7 de dezembro, foi assinado conjuntamente um protocolo de adesão da Bolívia ao Mercado Comum do Sul. Em 2 de março de 2013, Antonio de Aguiar Patriota visitou Cachabamba, e em 2014 foi a vez do ministro Luiz Alberto Figueiredo Machado. Em 1 de janeiro de 2015, Evo Morales visitou Brasília por ocasião da posse da presidente Dilma Rousseff (2012–2016). Em 22 de janeiro, Dilma Rousseff visitou La Paz por ocasião da posse de Evo Morales. Em 14 de julho, foi feita uma reunião entre Bolívia, Brasil, Equador e Peru para promover a migração segura na América do Sul. Em 2 de fevereiro de 2016, Evo Morales visitou Brasília. Em 12 de maio de 2017, o ministro de governo da Bolívia, Carlos Romero Bonifaz, visitou o Brasil. Em 6 de outubro, o ministro das relações exteriores da Bolívia, Fernando Huanacuni, também visitou o Brasil à assinatura de um acordo entre os ministérios da saúde do Brasil e Bolívia para cooperação em saúde na fronteira. Em 5 de dezembro, Evo Morales visitou o Brasil. Em 20 de agosto de 2018, o ministro das relações exteriores Aloysio Nunes Ferreira visitou La Paz. Em 1 de janeiro de 2019, Evo Morales participou da posse do presidente Jair Messias Bolsonaro (2019–2023).

## História da embaixada

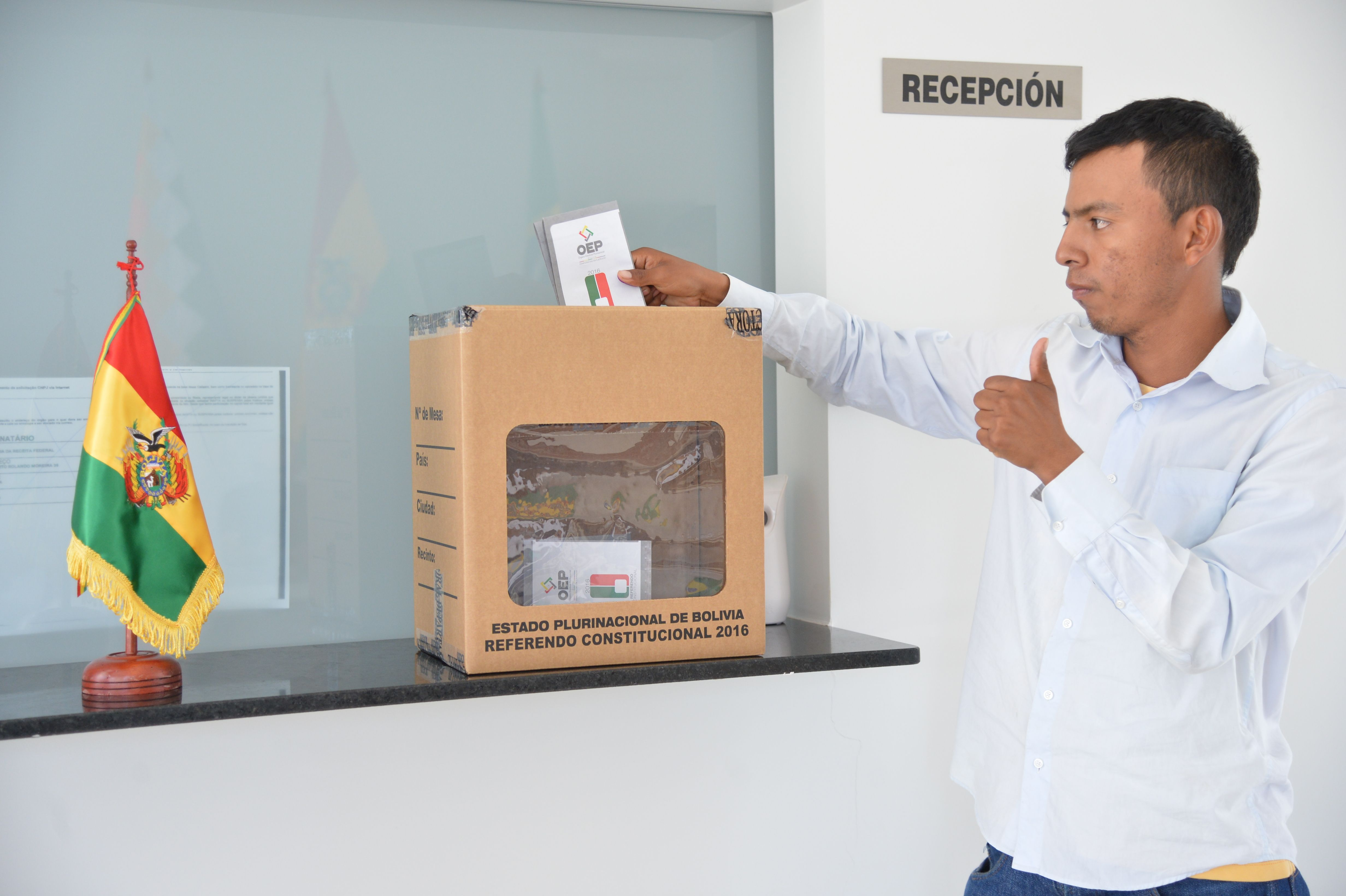
Boliviano votando na Embaixada da Bolívia em Brasília durante o referendo constitucional, em 2016

Em 2019, houve uma manifestação em frente ao prédio da embaixada em apoio ao embaixador José Kinn Franco e ao ex-presidente Evo Morales, durante a crise política instalada naquele país. Franco renunciou ao cargo logo depois, afirmando ter ocorrido um "golpe cívico" em seu país.